# Putatkumpul
Putatkumpul is een bestuurslaag in het regentschap Lamongan van de provincie Oost-Java, Indonesië. Putatkumpul telt 3364 inwoners (volkstelling 2010).